# Italienisches Raygras
Das Italienische Raygras (Lolium multiflorum), auch Italienisches Weidelgras, Vielblütiges Weidelgras, Welsches Weidelgras, Einjähriges Weidelgras oder Vielblütiger Lolch genannt, ist eine Pflanzenart innerhalb der Familie der Süßgräser (Poaceae).

## Beschreibung

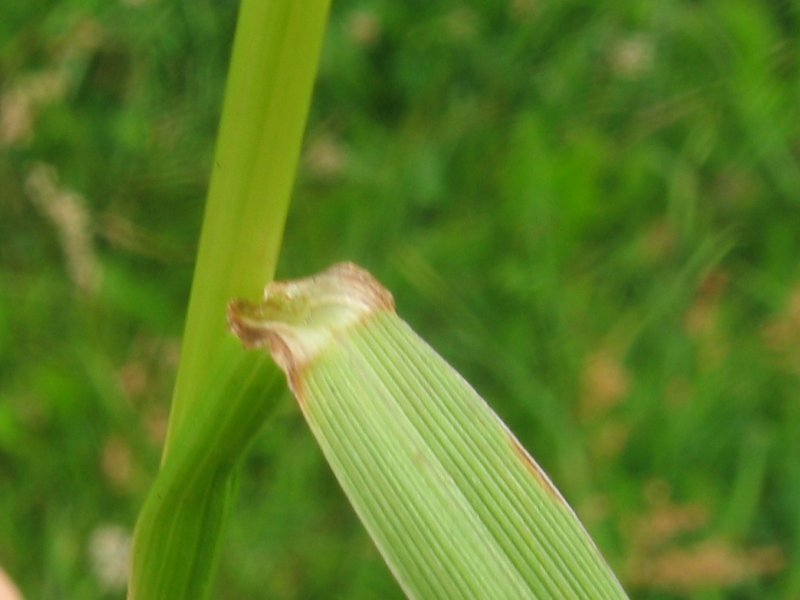
Blattgrund

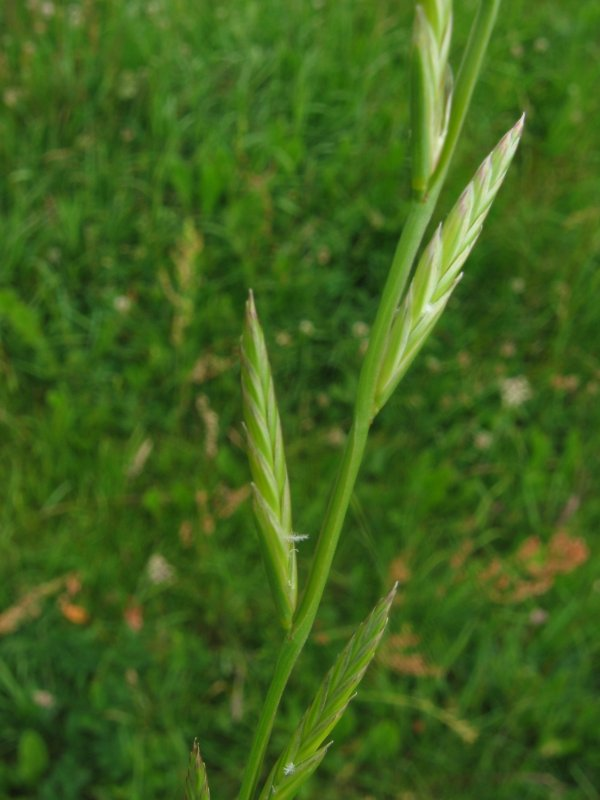
Ausschnitt eines Blütenstandes und Detail der Ährchen

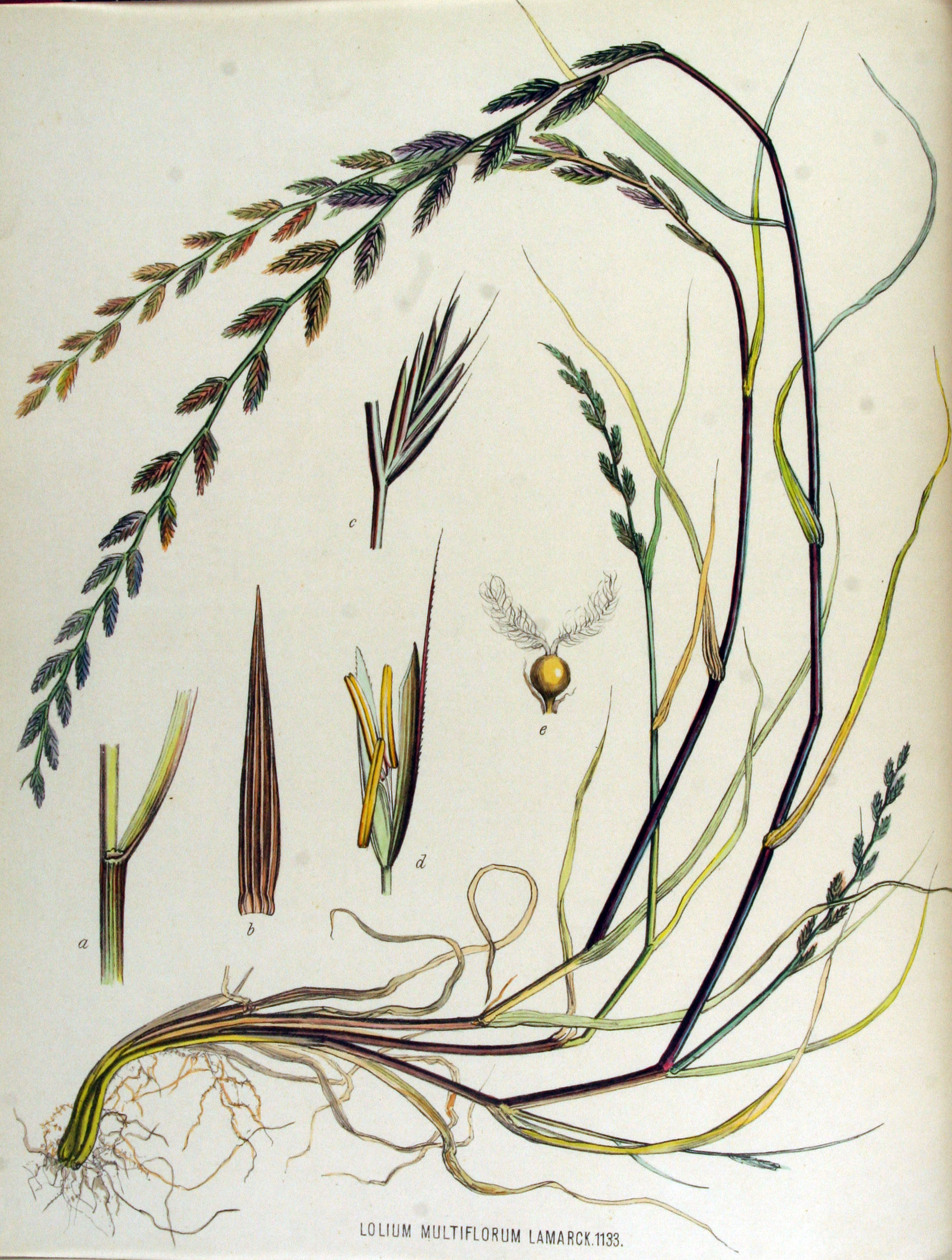
Illustration aus Flora Batava, Band 15

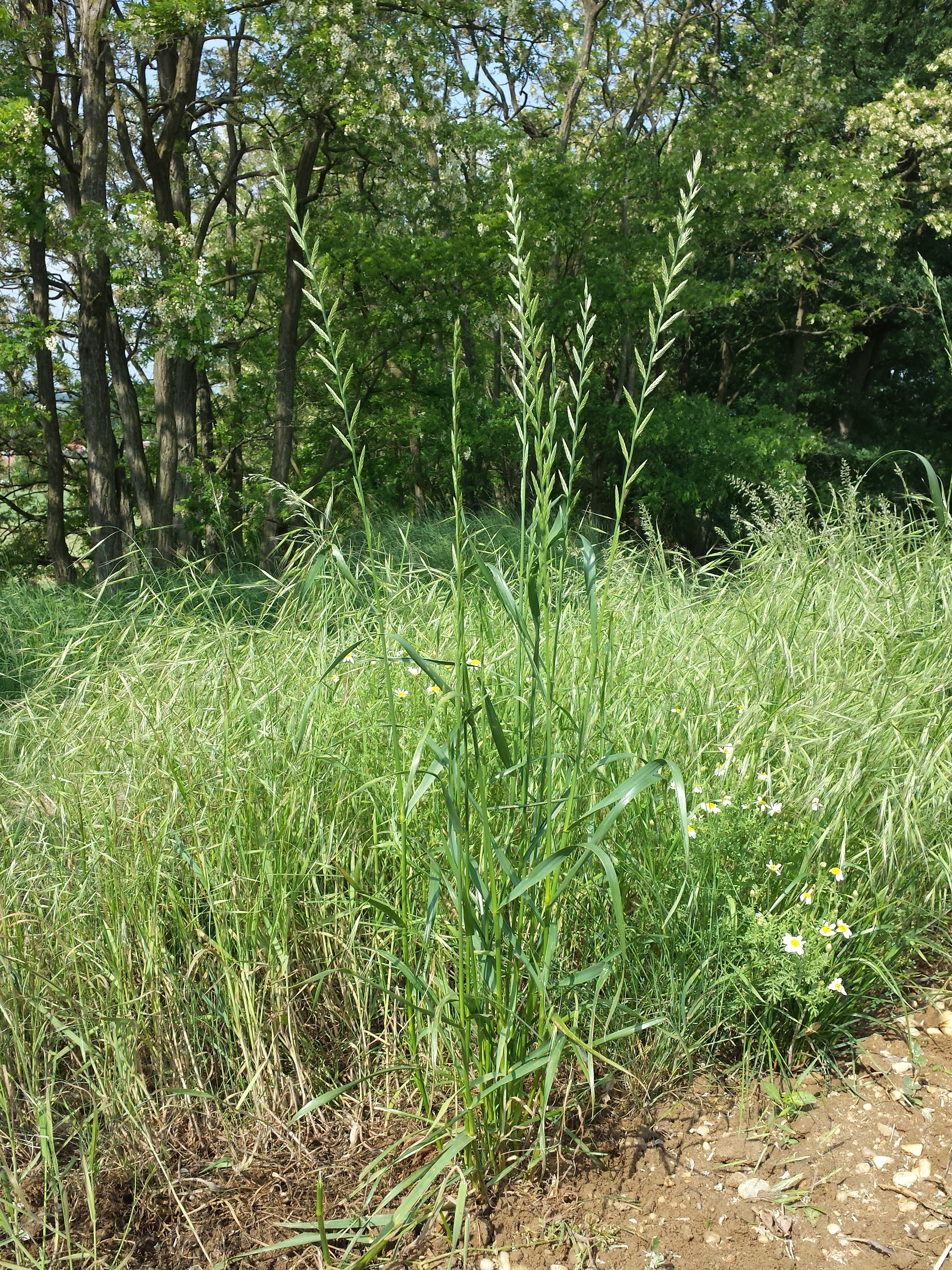
Habitus

### Vegetative Merkmale
Das Italienische Raygras ist eine ein- bis mehrjährige krautige Pflanze und erreicht Wuchshöhen von 30 bis 100 Zentimetern. Es bildet hellgrüne, aufrechte, meist sehr lockere Horste. Das Italienische Raygras wurzelt bis in 1 Meter Tiefe und kann so auch längere Trockenperioden überdauern. Die im oberen Bereich fast immer rauen Halme sind höchstens am Grunde verzweigt. 
Die hellgrün gefärbten Laubblätter sind anfangs gerollt und später flach ausgebreitet. Auf der Unterseite erscheinen sie glänzend und glatt, oberseits sind sie rau. Der Blattgrund ist in zwei sichelförmige, den Halm umgreifende Öhrchen ausgezogen. Das Blatthäutchen (Ligula) ist als ein 1 bis 3 Millimeter langer, häutiger Saum ausgebildet. Die nur wenig raue und etwas geriefte Blattspreite ist bis zu 25 cm lang und bis zu 1 cm breit.

### Generative Merkmale
Die Blütezeit reicht von Juni bis August. Der meist aufrechte ährige Blütenstand kann bis zu 30 cm lang werden und besitzt wechselständig angeordnete, einzeln stehende Ährchen. Die Ährchen stehen zur Anthese fast waagerecht ab und enthalten 11 bis 20 Blüten. Zur Reifezeit zerfallen die Ährchen schnell und ihre Achse fühlt sich stets rau an. Die Deckspelze ist etwa 7 Millimeter lang und zumindest die oberen sind begrannt. Die kahle, glatte Hüllspelze ist höchstens halb so lang wie das Ährchen, etwa so lang wie die unterste Deckspelze und fünf- bis siebennervig. Die Deckspelze ist dagegen fünfnervig, etwa 5 bis 8 Millimeter lang, länglich-lanzettlich geformt und erscheint oberseits stumpf. Die Granne ist gerade und bis zu 12 mm lang. Die zweinervige Vorspelze ist etwa so lang wie die Deckspelzen und lang-elliptisch geformt. Die Staubbeutel werden etwa 4 Millimeter lang. 
Die Karyopsen sind etwa 3,5 Millimeter lang und 1 Millimeter breit. 
Die Chromosomenzahl beträgt 2n = 14. In der landwirtschaftlichen Zucht sind auch tetraploide Sippen im Einsatz.

## Verbreitung und Standort
Das Italienische Raygras stammt ursprünglich aus dem südeuropäisch-nordafrikanisch-vorderasiatischen Raum. Es kommt ursprünglich in Makaronesien, vom Mittelmeerraum bis zum Himalaja und Zentralasien und in der Sahara vor. Es wurde von hier seit dem 18. Jahrhundert als wertvolle landwirtschaftliche Futterpflanze durch Einsaat ausgebreitet. Bereits 1834 galt es in Großbritannien als weit verbreitet. Es ist heute fast überall in den gemäßigten Gebieten der Nordhalbkugel in Europa, Westasien und Teilen Nordamerikas eingebürgert. Auch in den gemäßigten Gebieten Australiens kommt es wahrscheinlich als Neophyt vor.
Das Italienische Raygras besiedelt spontan frische, oft nährstoffreiche Ruderalstellen wie Wegränder und Schuttplätze. Es wächst jedoch auch auf ruderal beeinflussten Frischwiesen und auf Äckern. In den Allgäuer Alpen steigt es bis zu 1920 Metern Meereshöhe auf. Im Kanton Wallis erreicht es bei Zermatt 2565 Meter.
Die meisten Vorkommen beruhen aber auf gezielter Einsaat im landwirtschaftlichen Intensivgrünland (Kulturpflanze). Das Italienische Raygras ist von der Ebene bis in die Gebirgsstufen verbreitet. Es bevorzugt basenreiche, humose Böden, kommt jedoch auch mit mäßig sauren Kalk-, Mergel- oder Lehmböden zurecht; es bevorzugt Böden mit pH-Werten von 6 bis 7 und fehlt oberhalb pH 8. Es wächst auf nährstoffreichen (insbesondere stickstoffreichen), frischen Böden und meidet sowohl Trockenheit wie auch Staunässe.
Die ökologischen Zeigerwerte nach Landolt et al. 2010 sind in der Schweiz: Feuchtezahl F = 3+w+ (feucht aber stark wechselnd), Lichtzahl L = 4 (hell), Reaktionszahl R = 3 (schwach sauer bis neutral), Temperaturzahl T = 4+ (warm-kollin), Nährstoffzahl N = 4 (nährstoffreich), Kontinentalitätszahl K = 2 (subozeanisch), Salztoleranz = 1 (tolerant).

## Taxonomie
Die Erstveröffentlichung von Lolium multiflorum erfolgte 1779 durch Jean-Baptiste de Lamarck in Flore Françoise, ou Descriptions succinctes de toutes les plantes qui croissent naturellement en France... Band 3, S. 621. Ein Synonym für Lolium multiflorum Lam. ist Lolium italicum A.Braun. Die Art ist formen- und variantenreich, für die landwirtschaftliche Verwendung wurden verschiedene Sorten gezüchtet, die sich teilweise morphologisch unterscheiden lassen. In der Gattungsrevision von Terrell (1968) führt dieser 128 Synonyme auf.
Die Art bildet eine Hybride mit Lolium perenne, genannt Bastardweidelgras (Lolium x boucheanum Kunth, Syn.: Lolium x hybridum Hausskn.), die zunehmend häufig für Grünlandverbesserungseinsaaten verwendet wird.

## Verwendung
Das Italienische Raygras wird im Ansaatengrünland und in Parkrasen verwendet. Insbesondere die einjährigen Kultivare werden im Feldfutterbau verwendet. Auch mehrjährige Sippen halten sich im Dauergrünland meist nur wenige Jahre nach der Einsaat und werden durch die Konkurrenz anderer Grasarten verdrängt, wenn kein Umbruch mit Nachsaat erfolgt. Sehr oft sterben die Pflanzen nach Blüte und Fruchtansatz ab. Als Bestandteil des Landsberger Gemenges wird es zur Futtergewinnung oder als Vorfrucht eingesetzt.
Das Italienische Raygras kann als geeignete Bioindikator-Art für das Nachweisen von Schadstoffbelastungen verwendet werden. Sie ist fähig, bestimmte Schwermetalle in Böden (wie Cadmium und Blei) oder auch Luftschadstoffe (wie Fluorwasserstoff und Schwefeldioxid) anzureichern (Bioakkumulation), und somit Umweltbelastungen aufzuzeigen.
Eine Kultursorte des Italienischen Raygrases ist das "Westerwoldische Raygras".